# Прогальність

Ілюстрація сигналів с різним коефіцієнтом заповнення D

Прога́льність (англ. Duty cycle, рос. Скважность, в фізиці, електроніці) — одна з класифікаційних ознак імпульсних систем, безрозмірний коефіцієнт, який характеризує періодичний імпульсний процес і чисельно дорівнює відношенню періоду повторення імпульсу до його ефективної тривалості. Величина, яка обернена до прогальності та часто використовується в англомовній літературі, називається коефіцієнтом заповнення (англ. Duty cycle).
Таким чином, для імпульсного сигналу
{\displaystyle S={\frac {T}{\tau }}={\frac {1}{D}}~},
де S — прогальність, D — коефіцієнт заповнення, T — період імпульсів, {\displaystyle \tau ~} — тривалість імпульсу.
Приклад сигналу з прогальністю, рівною двом (коефіцієнтом заповнення 0,5 або 50%) — меандр.